# Trumbo (film)
Trumbo is een Amerikaanse biografische film uit 2015 van regisseur Jay Roach. De film is gebaseerd op het leven en de carrière van filmscenarist Dalton Trumbo. De hoofdrollen worden vertolkt door Bryan Cranston, Diane Lane, Michael Stuhlbarg, Louis C.K., John Goodman en Helen Mirren.

## Verhaal
In 1947 wordt de communistische scenarioschrijver Dalton Trumbo omwille van zijn politieke voorkeur onder druk gezet door onder meer acteur John Wayne en columniste Hedda Hopper. Hollywood wordt steeds minder tolerant ten opzichte van filmmakers met een communistische achtergrond en dus moet Trumbo voor de House Committee on Un-American Activities (HUAC) verschijnen. Hij weigert, net als negen andere filmmakers, om kennissen uit de filmindustrie te verklikken, waardoor hij uiteindelijk in de gevangenis belandt. Na het uitzitten van zijn gevangenisstraf wordt Trumbo door de filmindustrie op een zwarte lijst geplaatst en mag hij niet langer meewerken aan Hollywoodproducties. Desondanks blijft hij scenario's schrijven, die hij onder een pseudoniem of via andere scenaristen aan Hollywood verkoopt. Twee van zijn films worden bekroond met een Oscar, maar het grote publiek weet niet dat hij ze geschreven heeft. In 1960 komt er een einde aan de zwarte lijst wanneer hij officieel erkend wordt als de scenarist van de succesvolle films Spartacus en Exodus.

## Rolverdeling
| Acteur                   | Personage           |
| ------------------------ | ------------------- |
| Bryan Cranston           | Dalton Trumbo       |
| Diane Lane               | Cleo Fincher Trumbo |
| Helen Mirren             | Hedda Hopper        |
| Louis C.K.               | Arlen Hird          |
| Elle Fanning             | Nikola Trumbo       |
| Mattie Liptak            | Chris Trumbo        |
| John Goodman             | Frank King          |
| Michael Stuhlbarg        | Edward G. Robinson  |
| Alan Tudyk               | Ian McLellan Hunter |
| Adewale Akinnuoye-Agbaje | Virgil Brooks       |
| Dean O'Gorman            | Kirk Douglas        |
| Stephen Root             | Hymie King          |
| Roger Bart               | Buddy Ross          |
| David James Elliott      | John Wayne          |
| Peter Mackenzie          | Robert Kenny        |
| John Getz                | Sam Wood            |
| Christian Berkel         | Otto Preminger      |
| Billy Slaughter          | journalist          |
| Richard Portnow          | Louis B. Mayer      |
| Sean Bridgers            | Jeff Krandall       |
| James Dumont             | J. Parnell Thomas   |
| Dan Bakkedahl            | Roy Brewer          |
| Rick Kelly               | John F. Kennedy     |

## Productie
Scenarist John McNamara baseerde zijn script op de biografie Dalton Trumbo (1977) van auteur Bruce Alexander Cook. In een eerste versie van McNamara's script had Hollywoodacteur John Wayne, die van 1949 tot 1953 voorzitter was van de anti-communistische Motion Picture Alliance for the Preservation of American Ideals, een grotere rol en was hij meer dan in de uiteindelijke film de antagonist van het verhaal. Op vraag van regisseur Jay Roach werd de rol van Wayne in het script ingeperkt en werd columniste Hedda Hopper de grootste antagonist. Volgens producent Michael London was de reden hiervoor dat Wayne het idool van Roachs vader was.
Reeds in september 2013 werd Bryan Cranston gecast om het titelpersonage te vertolken. In april 2014 werd Helen Mirren gecast als Hedda Hopper. Vier maanden later werden ook Diane Lane, Elle Fanning, John Goodman en Michael Stuhlbarg aan de cast toegevoegd. De opnames gingen op 15 september 2014 van start en eindigden op 6 november 2014. Op 12 september 2015 ging de film in première op het Internationaal filmfestival van Toronto. Een maand later was de prent ook te zien op het Filmfestival van Londen.